# Обмін (фільм 2017)
Обмін (рос. Обмен) — російський короткометражний фільм  Романа Качанова. Прем'єра фільму відбулася 22 листопада 2017 року кінотеатрі «Ілюзіон» в Москві.

## Сюжет
Сімейна пара Федя і Тетяна приїжджають в заміський будинок до друзів Костянтину й Олені. 
 Увечері, коли всі вже добряче випили, Костянтин вирубується. 
 Випивають ще. Далі Федір нічого не пам'ятає… 
 Рано вранці відбувається серйозне з'ясування стосунків.

## У ролях
- Олександр Ільїн — Федір
- Ольга Арнтгольц — Тетяна
- Михайло Владимиров — Костянтин
- Валерія Шкірандо — Олена

## Знімальна група[2]
- Режисер:  Роман Качанов
- Автор сценарію:  Роман Качанов
- Продюсер:  Роман Качанов
- Оператор:  Михайло Мукасей
- Саундтрек: План Ломоносова
- Художник: Микола Поспєлов
- Костюми: Марія Рау
- Монтаж:  Маргарита Смирнова
- Звук: Девід Шуфутинський
- Лінійний продюсер: Катерина Дубровська
- Виконавчий продюсер: Олег Бабицький

## Зйомки і прем'єра
Влітку 2017 року культовий режисер Роман Качанов повідомив, що хоче зняти короткометражне кіно «без будь-якої цензури, підневільної редактури й іншої корозії». Через мережу Качанов оголосив, що збирає гроші на новий фільм. Відгукнулося понад 250 осіб. За два тижні було сформовано бюджет фільму. Можливо, вперше в історії російського кіно всі, що брали участь в краудфандінге були включені в фінальні титри фільму. 
 Зйомки пройшли в Підмосков'ї. 22 листопада 2017 роки фільм був представлений глядачам. Відразу після першого показу фільму в кінотеатрі була проведена інтернет-прем'єра фільму — прямо в кінозалі був відкритий вільний доступ до фільму в інтернеті.